# 史进
史进，小说水滸傳中人物。梁山一百單八將中第一个出场，史进是前东京八十万禁军教头王进的關門弟子，因身上纹身有9条青龙，人称“九紋龍”，十八般武藝樣樣精通，最愛使三尖兩刃刀。

## 形象演变
史进在龚圣的《宋江三十六人赞》中绰号“九紋龙”，排在第17位。在《大宋宣和遗事》中则排在三十六人的第五位。一说其人物原型为南宋初年陕西起事领袖史斌，其早年为宋江部下。
史進是水浒传中一百零八好汉裡第一个出场的人物，是一个贵公子。他是典型的仗义疏财，有情有义的侠客： 醉心于武学，是痴；独斗少华山强盗，是勇；后又义释陈达，是仁厚；疏散家财，是豁达；陷东平被打而不供，是坚韧；至于青州救王义之女和东平探窑姐儿分别被陷，是史进情商不高，为女所累。總言之史进乃侠之大者，仗義剛勇、為國捐軀。但是王进却认为他这样的人注定会受到大灾大难。

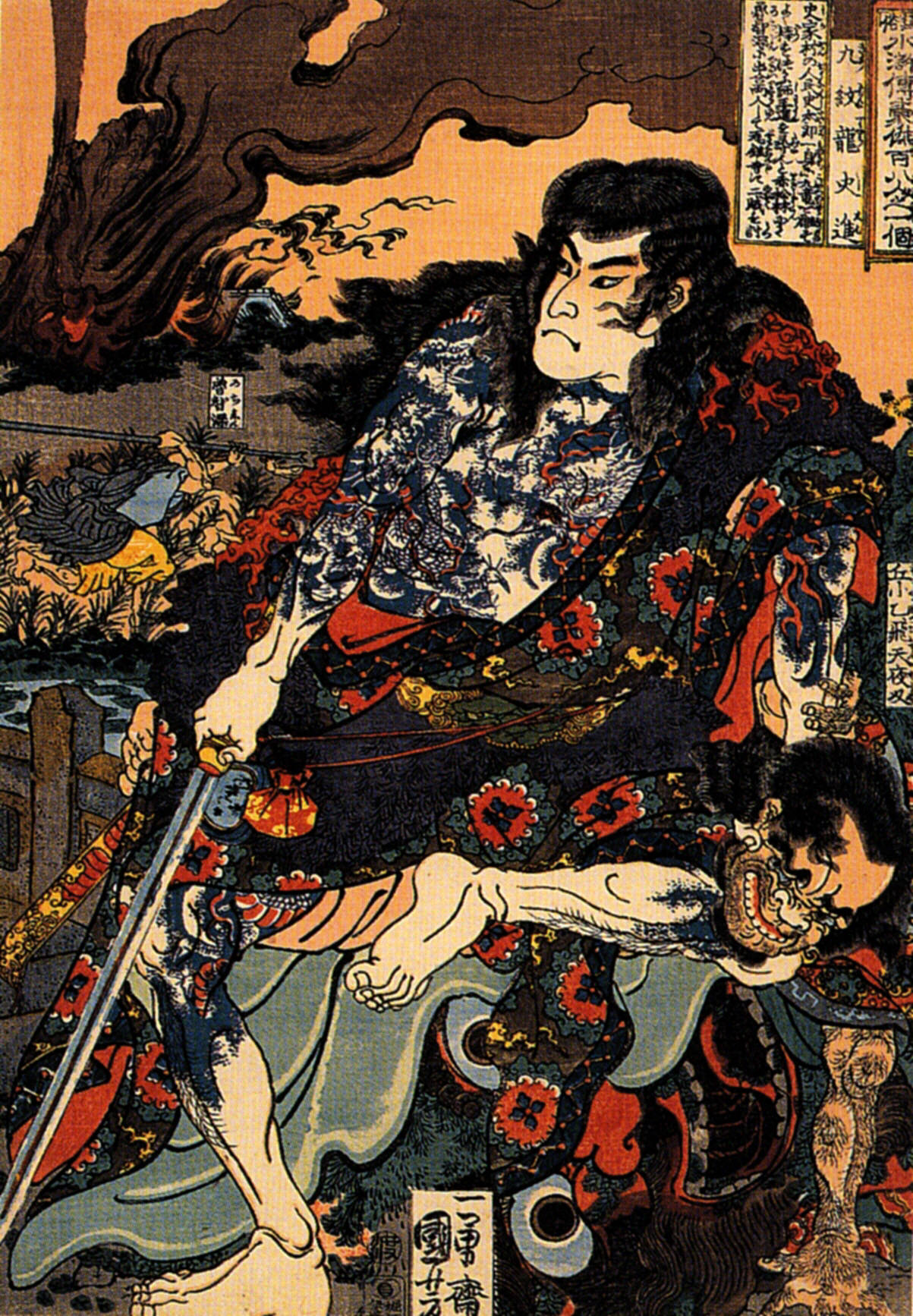
歌川国芳「通俗水滸傳豪傑百八人之一個·九紋龍史進」

## 經歷

### 巧遇高人
史进是华阴县史家庄史太公之子，身上刺有九條龍的圖案，人稱九紋龍。自小酷爱武术，其父遍请名师教其習武，梁山的打虎将李忠就曾是史進早年的師傅之一。
東京八十萬禁軍教頭王進因病未能出席高俅的太尉任職大典而觸怒高俅，不巧高俅又查出當年還是平民時出手痛扁自己的就是王進之父，新仇舊恨欲殺王進但因文武百官求情而暫時脫身，知道自己得罪小人的王進為了避禍便攜母棄官逃離京師。
路經陕西延安府的途中借宿史家庄，見到日夜練武的史進有諸多破綻忍不住出言提點，此舉激怒史進而要求與王進比試，不料被王進輕鬆擊敗，史進方知眼前高人實力深不可測，一改之前態度急忙搬椅子奉茶拜王進為師，得王進調教後的史進十八般武藝樣樣精通。數月後，王進認為史進已盡得自己真傳欲拜別離去，雖然史進大力挽留但王進不願史家扯上自己得罪高俅的禍事依然堅持離開史家莊。

### 少華結義
不久後，附近的少華山首領陳達帶領了一隊嘍囉攻打史家莊。史進很輕易便打敗了陳達，並將其捉住。陳達的兩個兄弟朱武及楊春得知後去史家莊向史進求情放走陳達，史進被其兄弟情義感動，便放走了陳達。從此以後，四人成了好朋友，他們不但互相幫助，還在生辰時互設宴席。
某日史進的信使在少華山半山路喝醉，被一位名叫李吉的獵人找到，在酒醉不醒的情況下，李吉搜了他的身，並發現少華山頭領給史進的回信，李吉便趁機偷了那信函，向官府舉報史進與強盜勾結。官府收到消息後隨即派兵往史家莊捉人，但被史進與其訓練過的莊勇打得落山流水。殺死官差後史進便決定離家避禍投奔師傅王進但遍尋不得。途中結識了魯智深，也巧遇卖艺的开手老师李忠。
後來史進再次和因鬧事被趕絕的魯智深碰頭，擊敗了冒充出家人的強盜-「生铁佛」崔道成和「飛天夜叉」丘小乙。史进和鲁智深離別后，终回少华山落草。鲁智深则去了东京大相国寺。

### 落草梁山
良久，史進收到了王義的女兒被強娶的消息而想要拯救她，但不幸被活捉；剛剛上梁山的魯智深得知消息前往搭救，也被活捉。梁山好漢出動救他們，宋江化妝成了宿太尉，魯智深、史進以及王義都被救出，可惜王義女兒早已自殺身亡，史進從此帶着少華群英上了梁山。（即：梁山英雄大闹华州）
梁山好漢在攻打東平府之際，因為城內有史進熟識的老相好──名妓李瑞蘭而志願偷入城中做間諜，史進信任李瑞蘭而將計畫全盤托出，但李瑞蘭怕惹禍上身而偷偷報官捉拿史進，隨即被官府逮捕入獄，百打不招。梁山好漢其後攻打東平府，救出了史進，城陷後李瑞蘭全家慘遭史進滅門。
英雄排座次，天微星九纹龙史进，排二十三位，仅次于李逵，在雷横三阮之前。

### 英烈捐軀
梁山好漢被招安以后，史進隨宋江征遼國、田虎及王慶，曾與田虎大將卞祥大戰三十回合不分勝負，並立下大功。後來，史进随大军南攻方腊，夺取润洲（今江苏镇江）城，一刀斬殺擎天神沈刚，一路披荊斬棘打到方腊大本营，于睦州昱岭关死于“小养由基”庞万春之箭下。之後龐萬春被梁山英雄所擒，剖腹挖心祭奠死於其手的史進等七將。

## 影視

### 电视剧
- 1983年山东版《水浒》：周波
- 1993年香港电影《水浒笑传》：吳志雄
- 1998年央视版《水浒传》：郭军
- 2011年版《水浒传》：韩栋

### 电影
- 1975年香港邵氏《荡寇志》：陈观泰
- 《九纹龙史进之替天行道》是2015年上映的古装动作类电影，由刘信义导演，朱晓辉饰史进。
- 《九纹龙史进之大破瓦罐寺》2015年刘信义执导电影，朱晓辉饰史进。